# Rameau carpien dorsal de l'artère radiale
Le rameau carpien dorsal de l'artère radiale est une branche artérielle de la main.

## Origine
Le rameau carpien dorsal de l'artère radiale prend naissance de l'artère radiale sous les tendons extenseurs du pouce au niveau de la tabatière anatomique.

## Trajet
Le rameau carpien dorsal de l'artère radiale traverse le carpe transversalement vers le bord médial de la main.
Il s'anastomose avec le rameau carpien dorsal de l'artère ulnaire et avec les branches perforantes de l'arcade palmaire profonde.